# Valget i Irland 2016
Valget i Irland 2016 blev afholdt den 26. februar 2016 hvor der skulle vælges 157 Teachtaí Dála (TDs) i 40 valgkredse tl Dáil Éireann, underhuset til Oireachtas, Irlands parlament.

## Resultat
| Parti                 | Leder                                             | Stemmer | Procent | Mandater |
| --------------------- | ------------------------------------------------- | ------- | ------- | -------- |
| Fine Gael             | Enda Kenny                                        | 544.140 | 31,6 %  | 49       |
| Fianna Fáil           | Micheál Martin                                    | 519.356 | 27,8 %  | 44       |
| Sinn Féin             | Gerry Adams                                       | 295.319 | 14,6 %  | 23       |
| Labour Party          | Joan Burton                                       | 140.898 | 4,4 %   | 7        |
| AAA–PBP               | ingen                                             | 84.168  | 3,8 %   | 6        |
| Uafhængige kandidater | ingen                                             | 31.365  | 2,5 %   | 4        |
| Social Democrats      | Catherine Murphy Róisín Shortall Stephen Donnelly | 64,094  | 1,9 %   | 3        |
| Green Party           | Eamon Ryan                                        | 57.999  | 1,3 %   | 2        |

Notat: Kun valgte partier er vist i tabellen.